# Athous rufifrons
Athous rufifrons là một loài bọ cánh cứng trong họ Elateridae. Loài này được Randall miêu tả khoa học năm 1838.